# Недостатак сна
Недостатак сна  једна је од уобичајених појава код већине особа у многим друштвима света, који иако наизглед без дугорочних последица, ако дуже траје може изазвати одређена физичка, неуролошка и хормонална оштећења у организму. Према дужини трајања овај недостатак може бити хронични или акутни. Хронични недостатак сна може изазвати замор, поспаност током дана, неспретност, губитка тежине или гојазност, због негативног утицаја на мозак и когнитивне функције. Међутим, у једном мањем броју случајева недостатак сна може да изазове и супротно дејство, тј. да повећа енергију и будност и побољша расположење; што се све више користи за лечење депресије. Када је у питању акутни облик недостатка сна, због малог броја студија његов укупни ефекат у односу на хроничне рестрикције делимичног спавања није сасвим изучен. Комплетан недостатак сна током дужих временских периода веома је ретка појава код људи (осим код оних који пате од фаталне породичне несанице), док се облици кратког недостатка сна не могу избећи. У лабораторијским условима, због вишедневног и дуготрајног губитка сна наступила би смрт код лабораторијских животиња.

## Општа разматрања
Спавање је природно, периодично и физиолошки реверзибилно стање умањене будности, које карактеришу смањена перцепција и реаговање на спољашње дражи. Оно је праћено комплексним бихевиоралним (хркање, мрмљање, окретање у кревету...) и биолошким процесима (измена срчане фреквенције, дисања, лучења хормона...). Може се дефинисати и као несвесно стање из кога се особа може пробудити сензорним или другим дражима, и у том смислу се разликује од коме, која је такође несвесно стање, али се из ње на овај начин не може пробудити.
Нормално или физиолошко спавање је комплексан процес, састављен од више фаза, од којих свака има специфичне карактеристике. Начелно постоје две врсте спавања, које се разликују на основу померања очију иза затворених капака; то су:
1. НРЕМ, или не-РЕМ (енгл. nonrapid eye movement)
2. РЕМ

НРЕМ
Овај облик спавања, без брзих покрета очију, назива се и спороталасно спавање. Таласи током НРЕМ спавања имају велику амплитуду и малу фреквенцију. НРЕМ спавање је подељено у три сукцесивне фазе све дубљег сна, где свака има мању фреквенцију и већу амплитуду од претходне и означава се као ниво Н1, ниво Н2 и ниво Н3 (дубоко или делта-таласно спавање). Спавање почиње са проласком кроз све три фазе, што обично траје 30 до 45 минута, а затим се процес ротира и опет се јављају асинхрони таласи мале амплитуде и велике фреквенције, карактеристични за позорно будно стање, тако да уместо да се пробуди, особа наставља да спава.
- Електроенцефалограм (ЕЕГ) у разним врстама спавања
- EEГ током нивоа Н3 НРЕМ спавања
- EEГ током нивоа Н2 НРЕМ спавања
- EEГ током нивоа Н3 НРЕМ спавања
- EEГ током РЕМ спавања

Генерално, НРЕМ спавање се карактерише смањеном метаболичком активношћу мозга, а и проток крви у њему је такође мањи, посебно у можданом стаблу, таламусу, предњем делу хипоталамуса, базалним ганглијама, малом мозгу (церебелуму), као и фронталним, паријеталним и медијалним темпоралним деловима мождане коре.
РЕМ
РЕМ спавање које се карактерише брзим покретима очију, познато је и као парадоксално јер се особа теже буди, иако је ЕЕГ запис десинхронизован, односно сличан ономе у позорном будном стању. Оно се може описати и као стање менталне будности у телу које спава. Особа која се пробуди за време РЕМ спавања најчешће (у око 80% случајева) сећа се да је сањала, што важи и за људе који се обично не сећају снова када се ујутро спонтано пробуде.
Праг буђења у РЕМ спавању је повишен и три пута је виши од оног у дубоком спавању, тј. Н3 фази НРЕМ спавања. Тонус скелетних мишића, који је смањен и током НРЕМ спавања, постаје значајно инхибисан за време РЕМ спавања. Изузети су мишићи ока, па долази до појаве брзих, сакадичних покрета очију (по чему је овај тип спавања и добио име).
РЕМ спавање је много мање окрепљујуће него НРЕМ. Трајање епизода РЕМ спавања се мења, од почетних око 15 минута у првом циклусу на почетку спавања, до 30 и више у следећим, да би пред јутро, тј. буђење, РЕМ фазе биле најдуже. За РЕМ спавање је карактеристично повремено јављање таласа великих амплитуда, који настају у холинергичким неуронима понса и брзо путују до латералног геникулатног једра таламуса, а одатле до окципиталног кортекса. Ови таласи се зову понто-геникуло-окципитални шиљци (ПГО). Понто-геникуло-окципитални таласи јављају се у тзв. фазичном стадијуму РЕМ спавања. Фазични РЕМ стадијум је периодичан и јавља се у склопу тоничког стадијума. Тонички стадијум је заправо РЕМ спавање у ужем смислу јер непрекидно траје током целе РЕМ фазе спавања, а име је добио по атонији великих мишићних група и инхибицији моторике које га карактеришу. До брзих очних покрета и трзања неких мишића долази за време фазичног РЕМ стадијума.
Још увек није јасно због чега се НРЕМ спавање периодично прекида РЕМ спавањем, али је примећена улога ацетилхолина у целом процесу. Овај неуротрансмитер има претежно ексцитацијско дејство, везано за изазивање акутне будности и опште ексцитираности нервног система, а уочено је и да лекови са ацетилхолинским деловањем повећавају учесталост јављања РЕМ спавања. Претпоставља се да излазна влакна великих холинергичких неурона у горњем делу можданог стабла могу активирати велике делове мозга, доводећи тако теоријски до типичног стања прекомерне мождане активности, али без буђења, што је карактеристика РЕМ спавања.
За РЕМ спавање је карактеристичан повећан проток крви у мозгу, као и појачана активација неких делова мозга у односу на будно стање. У настанку РЕМ спавања учествују тегментална једра понса, таламус, задњи делови мождане коре, као и лимбички делови мозга, посебно амигдале, које су врло активне за време РЕМ спавања. С друге стране, фронталне и паријеталне области мозга већином су инхибисане.
Непрекинуто, спавање се одвија циклично, прелазећи из прве и друге у трећу фазу, а затим назад, од треће преко друге, све до прве, где се уместо НРЕМ јавља РЕМ спавање, чиме се завршава један циклус. Обично се током ноћи прође кроз 4 или 5 оваквих циклуса, од којих сваки траје око 90 или 100 минута.
Код младих особа на НРЕМ спавање отпада 75 до 80 посто спавања, док остатак припада РЕМ спавању. Епизоде РЕМ спавања трају од 5 до 30 минута, на почетку спавања су краће, а код изразитог умора могу и изостати, док постају све дуже како спавање одмиче.
И поред великог броја истраживања у последњих више од пола века, као и многих информација о карактеристикама и специфичностима појединих стадијума спавања, сама сврха и функција спавања и даље нису потпуно разјашњене. Док се већина релевантних истраживача слаже како НРЕМ спавање има бар донекле ресторативну функцију, улога РЕМ спавања и даље је предмет расправа и бројних контроверзи.
Бројна неурофизиолошка истраживања спроведена у свету потврдила су да поремећај спавања или несаница узрокује бројне психичке проблеме и да је потребно само 24 часа неспавања да дође до појаве халуцинација, губитка прецизности покрета и осетљивости чула.
Истраживања рађена на узорку студената постдипломаца математике доказала су да након само две-три непроспаване ноћи они нису били у стању да реше најједноставније математичке задатке. Рекорд у непроспаваним ноћима држао је један средњошколац који је издржао чак 11 ноћи у будном стању.
Како први део ноћи „отпада” на спавање, а други на сневање, такозвана РЕМ фаза сна, у којој долази до сневања, обично се одвија пред зору. У тим условима спавање служи за јачање међунеуронских веза и за обраду оних информација које је организам примио током дана те за консолидацију памћења. То је зато што се у сну подаци из краткотрајне „пребацују” у дуготрајну меморију и тиме врши селекција тј. одбацивање неважних а задржавање битних информација.
О еволутивној функцији сна довољно говори и податак да човек проведе трећину живота у сну и да сан има значајну улогу у обнављању организма, о чему говори и наш субјективни осећај да се осећамо као „новорођени” након доброг сна... и обрнуто.

## Епидемиологија
Бројна епидемиолошка истраживања недостатка сна указала су да он може имати фатални утицај на здравствено стање организма:
- Тако је група истраживача са Универзитета у Западној Вирџинији открила да су особа које спавају мање од пет часова дневно у двоструко већем ризику од кардиоваскуларних болести, јер превише или недовољно сна може довести до поремећаја у метаболизму, повећања крвног притиска, а код особа које спавају више од седам сати забележени су и проблеми с дисањем. Повећаном ризику од кардиоваскуларних болести нису изложени само хронични болесници већ и здраве особе.
- Друга група истраживача утврдила је да је ризик од преране смрти већи код људи који спавају мало или много, као и да је идеално време трајања сна између 6,5 и 7,5 часова. Такође, није свеједно да ли се тих седам часова сна одспава од три до десет ујутру или се на спавање одлази пре поноћи, јер ако је нека особа будна у ноћним сатима, а спава током дана долази до тешког поремећаја биолошког ритма.
- Током прве две године живота детета, родитељи често пате од недостатка сна јер бебин плач прекида сан родитеља свака четири сата. Истраживање које је спроведено на репрезентативном узорку родитеља показало је да чак две трећине мама и тата успева да одспава само три сата у континуитету, а дванаест одсто њих у царству снова проведе само два и по сата у току ноћи. С обзиром да је већини одраслих људи током 24 сата потребно најмање пет сати непрекидног сна како би нормално функционисали, већина родитеља је рекла да „пати” због великог дефицита сна и признала да несаница кумује њиховим честим променама расположења, депресији, свађама, па чак и озбиљним кризама у браку.[10]

## Циркадијална дисритмија и недостатак сна
Спавање, рекреација, радне активности, социјалне и друштвене делатности, свакодневно подлежу цикличним флуктуацијама (циркадијалном ритму), које су прилагођене геофизичком ритму, дан-ноћ. Термин циркадијални долази од латинске речи circa која у слободном преводу значи „око дан”.
Биолошки (циркадијални) ритам код људи обезбеђује оптимални ниво и дужину трајања сна и одмора током мрачног (ноћног) периода, како би он био спреман да оптимално обавља све функције у светлој (дневној) фази. У организму постоје обрасци активности можданих таласа, који су под утицајем излучених хормона, регенерације ћелија, и других биолошких активности везаних за 24-часовни временски циклус. Циркадијални ритам је зато у организму свих живих бића важан физиолошки процес јер одређује образац спавања, или време када спавамо и када смо будни, свака 24 часа. Рад нормалног циркадијалног часовника одређује двадесетчетворочасовни циклус смена светла и таме (дана и ноћи).
Током биолошког или циркадијалног ритма у одређеним условима може настати десинхронизација (дисритмије) или промена биолошког ритма, или циркадијални поремећаји или промене у понашању, као последица лоше адаптације организма на сан, изазване несаницом или хиперсомнијом. Циркадијални поремећаји ритма су ништа друго до прекиди у нормалном билошком или циркадијалном ритму неке особе — или промене у раду „унутрашњег телесног часовника” који (приближно) регулише 24-часовни циклус биолошких процеса.
Хронобиолошке промене код човека најчешће настају услед нарушеног биолошког ритма организма и могу бити узроковане многим факторима, укључујући:
- путовања кроз већи број временских зона (џетлег),
- стварање нових појединачних навика (остајање до касно током ноћи или дуже спавање током дана)
- социјалне потребе друштва или захтеви посла (нпр. рад у ноћној смени)
- трудноћа и брига о новорођенчету
- злоупотреба или нежељено дејство неких лекова
- ретки случајеви поремећаја биолошког часовника, настали на основу генетске предиспозиције[19]

Као резултат нарушеног биолошког (циркадијалног) ритма спавања поремећаји могу бити привремени (реверзибилни) или хронични — трајни (иреверзибилни), што ремети релаксацију организма, његово благостање и „перформансе” (радне и друге способности). Манифестни хронични ефекти по здравље могу бити најизраженији у системима за варења, метаболизму и функцијама срчаносудовног система.

## Етиологија
Најчешћи узроци недостатка сна укључују доленаведене факторе.

### Лични избор
Неке особе не схватају да је телу за нормално функционисање потребно адекватно трајање сна и уместо да редовно и у разумно време иду на спавање, они више воле да остану будни до касних сати и друже се са пријатељима, гледају телевизију, слушају музику или читају књигу.

### Болест
Болести као што су прехлада и упале крајника и синуса могу да узрокују хркање и отежано дисање које има директан утицај на ток спавања тако што га повремено прекида.

### Радно место-професија
Људи који раде у сменама имају нарушен циклус буђења. Тако, на пример, особе које често путују (пример су авио-посаде) имају несигуран облик спавања.

### Поремећаји спавања
Проблеми као што су апнеје, хркање и периодични покрети удова или и грчеви у екстремитетима могу пореметити ток сна током ноћи.

### Лекови
Употреба неких лекова за лечење одређених поремећаја као што су епилепсија или поремаћаја пажње и хиперактивности (АДХД), може изазвати несаницу.

### Услови у околини
Спавање може бити прекинуто из низа еколошких разлога; на пример, у спаваћој соби је сувише топло или хладно, или због бучних суседа или хркања партнера.

### Лоша хигијена спавања
Одређене навике, на пример испијање кафе или пушење цигарета непосредно пред спавање, стимулише нервни систем и чини га мање припремљеним за сан.
Новорођенчад, бебе и мала деца, као и родитељи, скоро увек лишавају сна, јер се буде често током ноћи због храњења или промене пелена.

## Ефекти прекомерног недостатка сна
Примарни ефекти прекомерне дневне поспаности највише су изражени у мирним и монотоним ситуацијама, као што су састанци, предавања или монотона вожња аутом. Тешка поспаност може да буде узрок нарушавања безбедности, удеса током вожње или повреда на радном месту.
| Промена расположења | Раздражљивост, недостатак мотивације, анксиозност, симптоми депресије |
| Смањење способности | Недостатак концентрације, дефицит пажње, смањена будност, дужи одзив, недостатак енергије, замор, немир, недостатак координације, доношење лоших одлука, повећан број грешака, заборавност... |
| Поремећаји здравља  | Висок крвни притисак, инфаркт, гојазност, шећерна болест |

### Акутни и хронични симптоми недостатка сна
| Акутни недостатaк сна   | Више од 24 часа без сна може довести до: | менталне конфузије, успореног говора, успорене моторнe координације, проблема са меморијом, раздражљивости, хипогликемије, повећања или смањења крвног притиска, проблема са слухом, опште слабости, делиријума и халуцинација, слабљења имунитета, несреће (посебно оне у саобраћају) |
| Хронични недостатaк сна | Повећава ризик за појаву:                | шећерне болести, хипертензивне кризе, кардиоваскуларних болести, гојазности, ангине пекторис, инфекције, смањење функције имунског система,refDinges, D. F.; Douglas SD; Hamarman S; . (1995). „Sleep deprivation and human immune function”. Adv Neuroimmunol. 5 (2): 97—110.</ref> депресије и дистимије, анксиозних поремећаја, агресије и стреса, сексуалних проблема, артритиса, хроничног бола, поремећаја хода, губитка мишићне масе, нижег раста код деце и адолесцената, дрхтања и тикова, психозе |

## Терапија
Недостатак сна се јавља када појединац не спава довољно дуго. Дужина физиолошког сна варира од једне особе до друге, али у просеку већини одраслих особа потребно је око седам до осам часова сна, сваке ноћи, да постигну квалитетан осећај будности и добар ниво пажње. Тинејџерима (13—19 година старости) потребно је у просеку око девет часова ноћног сна, а деци девет и више часова ноћног сна, у зависности од њихове старости.
У одређеним ситуацијама у којима недостатак сна није могуће спречити, третман лековима може постати нужност. Надражајна средства могу смањити многе главне ефекте губитка сна, али само у извесној мери, јер могу бити повезани са бројним нуспојавама и потенцијалним ризиком, укључујући и њихову злоупотребу. Остале стимулансе који укључују примену амфетамина, метилфенидата и модафинила, треба користити само под надзором лекара.

## Недостаци сна у истраживању

### Глукоза-ПЕТ студија
Глукоза-ПЕТ студије спроведене код особа лишених сна показују да се, после 24-часовне непрекидне будности, метаболичке активности мозга значајно смањују (до 6% за цео мозак и до 11% за поједине кортикалне области и базалне ганглије). Код људи, недостатак сна резултује и смањењем нормалне телесне температуре, лошом функцијом имунолошког система, мањком и смањеном активношћу белих крвних зрнаца и мањим нивоом излученог хормона раста. Недостатак сна такође је и један од узрока повећане варијабилности срчане фреквенцеије.
Међутим, овом али и другим студијама још није потпуно утврђено колики је апсолутни број часова сна неопходан за нормалну функцију организма. Неки појединци тврде да пуну ефикасност постижу са само 3—5 часова ноћног сна, док је другима потребно најмање 8 часова ноћног сна (или више) за ефикасно обављање дневних активности.
Смањеним трајањем сна, прво је несразмерно погођен виши ниво когнитивних функција, на шта указују спроведени тестови у глукоза-ПЕТ студији, у којима је откривен постепен и све већи пад брзине, прецизности и тачности реаговања. Укупно трајање сна од 7 часова током ноћи, у трајању од недељу дана, резултовало је смањеном брзином у извршавању задатака и дужим временом решавања захтевнијих, компјутерски генерисаних математичких проблема. Укупно трајање сна од 5 часова ноћног сна које је трајало преко недељу дана резултовало је смањењењем брзине реаговања, мањом тачношћу и неуспехом.
Укупно трајање ноћног сна од 7 часова током једне недеље довело је у спроведеној студији до оштећења когнитивних функција због „захтева” за потребе фокусирања на неколико задатака истовремено. У симулацијама вожње моторног возила, на пример несреће су се повећавале постепено како се укупно трајање сна смањивало са 8 на 7, 5 и 3 часа спавања током ноћи у трајању од недељу дана. У истим симулацијама, 3 часа укупног трајања сна резутовало је губитком способности да се истовремено изврши процена периферних и централних визуелних стимулуса, који се могу означити као облици визуелне симултанагнозије и периферног визуелног занемаривања.
Решавање задатака који захтевају расуђивање, као и ризично понашање код испитаника, јављало се када је укупно трајање ноћног спавања било ограничено на 5 часова. Једно од објашњења за смањење учинка након недовољног спавања јесте тзв. микроспавање. Оно се дефинише као краткотрајни (неколико секунди) низ тета или делта активности мозга које се смењују са бета или алфа ЕЕГ знацима буђења, што се може јасније уочити након све већег продужења трајања недостатка сна.
У студијама у којима је полисомнографија начињена истовремено у фазама микроспавања, уочен је нарушен континуитет когнитивне функције и директо смањење учинка (успешности). Међутим, појава микроспавања није била увек у корелацији са полисомнографским налазом код испитаника са манифестним умањењем способности.
Друга објашњења за умањење учинка и конгнитивних способности укључују и сензорна и перцептуална оштећења која могу настати као последица појаве феномена визуелних занемаривања.
Резултатима глукоза-ПЕТ студије може се објаснити да поремећаји спавања највероватније настају због промена или смањења метаболизма у паријеталној и фронталној области мозга појединаца лишених сна након 24 часа. Наиме, студијом је утврђено да најважнију улогу у нивоу процене и контроле надражаја, пажње и видних опажаја, има несразмера између хипометаболизма и промена у сензорним и моторним областима мозга неопходним за пријем и реаговање на надражаје из животне средине. Ова открића довела су до хипотезе, да су за смањену функционалност током будних активности, код особа са недостатком сна, одговорни делови мозга који су задужени за виши ниво сазнања.
Недостатак сна је релативан појам. Мали ниво неспавања (на пример, 1 сат по ноћи током многих ноћи) изазива суптилне когнитивне поремећаје, који се јављају али нису уочљиве од стране појединаца који пате од недостатка сна. Теже ускраћивање сна током недељу и више дана доводи до дубоких когнитивних дефицита сличних онима код неких облика можданог удара, а такође нису уочљиве од стране појединца.
Краткоротрајан поремећај сна, према овим истраживањима, због поремећеног метаболизма, један је од фактора који доприноси појави гојазности и нерегулисаној гликемији, која с друге стране утиче на лоше контролисану шећерну болест тип II.

### Истраживање на експерименталним пацовима
Да недостатак сна може оставити трајне последице у телу установили су истраживачи са универзитета Пристон у САД, који су открили да изостанак сна у мозгу експерименталних пацова може изазвати ограничену производњу нових ћелија, преко хормона стреса, који утиче на област мозга, хипокампус који учествује у стварању успомена.
У наведеним истраживањима научници су упоређивали понашање пацова којима није дозвољено да спавају 72 часа са контролном групом пацова који су могли да нормално спавају. Животиње које су спречене да спавају имале су у крви већи ниво хормона стреса кортикостерона, а њихов мозак је, истовремено, производио значајно мање нових можданих ћелија у области хипокампуса.
Овим открићем донекле је објашњено зашто особе које недовољно спавају имају проблем са концентрацијом и бројне друге проблеме, иако се резултати ове студије не могу у потпуности сматрати релеватним за људе, јер они остају без сна 72 часа само у екстремним условима.
Наредним истраживањима треба утврдити да ли исти утицај недостатак сна има и на стварање можданих ћелија код људи, као и да ли недостатак сна од неколико сати током дана, или спавање краће од времена које се сматра потребним за нормално фунционисање организма, има исти утицај.